# Andrew August
Andrew August, detto AJ (Rochester, 12 ottobre 2005), è un ciclista su strada e ciclocrossista statunitense che corre per il team Ineos Grenadiers; è professionista dal 2024.

## Carriera
Dal 2021 al 2023 August è attivo con la squadra Under-19 Hot Tubes Cycling. Nel gennaio 2022 si piazza quinto nella gara Junior ai mondiali di ciclocross a Fayetteville. Nel luglio 2022 corre il Junior Tour of Ireland e, durante la quarta tappa, guadagna 47 secondi su quasi tutti gli avversari, vestendo la maglia di leader; mantiene il primato nelle giornate seguenti vincendo infine la classifica generale e la classifica giovani della corsa. Nello stesso anno vince anche una frazione al Watersley Junior Challenge, gara olandese di Coppa delle Nazioni, e si piazza secondo alla Ronde des Vallées a tappe. A fine 2022 è di nuovo in evidenza anche nel ciclocross, vincendo il Koppenbergcross di categoria e il titolo nazionale Juniores.
Nel 2023 è secondo nella Redlands Bicycle Classic, gara a tappe Open del calendario statunitense, e quindi secondo alla Corsa della Pace Juniores, sesto con un successo parziale all'Internationale Juniorendriedaagse, campione nazionale Junior a cronometro e vincitore di due tappe e della classifica finale all'Ain Bugey Valromey Tour a tappe. Dati gli ottimi risultati, nell'ottobre 2023 viene messo sotto contratto dal WorldTeam britannico Ineos Grenadiers: firma un contratto triennale, valido da inizio 2024 fino a fine 2026.
Debutta con la nuova maglia nel febbraio 2024 alla Vuelta a Murcia e due mesi dopo partecipa alla sua prima classica monumento, la Parigi-Roubaix, arrivando però fuori tempo massimo. In stagione corre anche UAE Tour, Tour of the Alps, Grand Prix de Québec e Grand Prix de Montréal.

## Palmarès

### Strada
- 2021 (Juniores)[6]

1ª tappa Green Mountain Stage Race
Classifica generale Green Mountain Stage Race
- 2022 (Juniores)[6]

4ª tappa Junior Tour of Ireland
Classifica generale Junior Tour of Ireland
2ª tappa, 2ª semitappa Watersley Junior Challenge (Munstergeleen > Munstergeleen)
- 2023 (Juniores)[6]

1ª tappa Valley of the Sun Stage Race (Landis Cyclery, cronometro)
2ª tappa Redlands Bicycle Classic Elite (Yucaipa > Yucaipa)
Grand Prix West Bohemia
2ª tappa Internationale Juniorendriedaagse (Westdorpe > Westdorpe, cronometro)
Campionati statunitensi, Prova a cronometro Juniores
4ª tappa Ain Bugey Valromey Tour (Artemare > Les Plans d'Hotonnes)
5ª tappa Ain Bugey Valromey Tour (Yenne > Col du Grand Colombier)
Classifica generale Ain Bugey Valromey Tour
1ª tappa Green Mountain Stage Race (Warren > Warren, cronometro)

#### Altri successi
- 2022 (Juniores)

Classifica giovani Junior Tour of Ireland
Classifica giovani Junioren Rundfahrt
Classifica giovani Ronde des Vallées
Classifica giovani Vuelta Junior a la Ribera del Duero
- 2023 (Juniores)

Classifica giovani Redlands Bicycle Classic Elite

### Cross
- 2021-2022 (Juniores)

Rochester Cyclocross #1, prova USCX Cyclocross (Rochester)
- 2022-2023 (Juniores)

Koppenbergcross Junior (Oudenaarde)
Campionati statunitensi, Prova Junior

## Piazzamenti

### Classiche monumento
- Parigi-Roubaix

2024: fuori tempo massimo

### Competizioni mondiali
- Campionati del mondo su strada

Glasgow 2023 - In linea Junior: non partito
Glasgow 2023 - Cronometro Junior: 9º
Zurigo 2024 - Cronometro Under-23: 17º
Zurigo 2024 - In linea Under-23: ritirato
- Campionati del mondo di ciclocross

Fayetteville 2022 - Junior: 5º
Hoogerheide 2023 - Junior: 22º